# Xarxet de les Auckland
El xarxet de les Auckland (Anas aucklandica) és un petit ànec endèmic de les illes Auckland, al sud de Nova Zelanda. Era considerat coespecífic amb Anas nesiotis i Anas chlorotis.